# Listă de filme sovietice din 1973
- Filme sovietice din: 1972 — 1973 — 1974

Aceasta este o listă de filme produse în Uniunea Sovietică în 1973.
| Titlu                           | Titlu original                                                         | Regizor                         | Distribuție                                                                 | Gen            | Note                                                                  |
| ------------------------------- | ---------------------------------------------------------------------- | ------------------------------- | --------------------------------------------------------------------------- | -------------- | --------------------------------------------------------------------- |
| 1973                            |                                                                        |                                 |                                                                             |                |                                                                       |
| Hopelessly Lost                 | Совсем пропащий, Sovsem propashchiy                                    | Georgi Daneliya                 |                                                                             | acțiune        | Ecranizare a romanului lui Mark Twain Adventures of Huckleberry Finn. |
| Țarul Ivan își schimbă profesia | Иван Васильевич меняет профессию, Ivan Vasilyevich menyayet professiyu | Leonid Gaidai                   |                                                                             | comedie        | [ 3 ]                                                                 |
| Spărgătorul de nuci             | Щелкунчик, Schelkunchik                                                | Boris Stepantsev și Boris Larin |                                                                             | animație       | Bazat pe Spărgătorul de nuci de Piotr Ilici Ceaikovski                |
| 17 clipe ale unei primăveri     | Семнадцать мгновений весны, Semnadtsat mgnoveniy vesny                 | Tatyana Lioznova                |                                                                             | dramă, război  | miniserial TV (12 episoade)                                           |
| La luptă pleacă doar «bătrânii» | В бой идут одни „старики“, V boi idut odni 'stariki'                   | Leonid Bîkov                    |                                                                             | dramă, război  | [ 7 ] [ 8 ]                                                           |
| Acest dulce cuvânt - libertatea | Это сладкое слово — свобода!, Eto sladkoe slovo - svoboda!             | Vytautas Žalakevičius           | Regimantas Adomaitis, Irina Miroshnichenko, Juozas Budraitis, Ion Ungureanu | dramă, acțiune | [ 9 ] [ 10 ]                                                          |